# .cl
.cl為智利國家及地區頂級域（ccTLD）的域名。它创建于1987年，由智利大学負責管理；2012年5月，該域名支持IPV6。截止2020年3月，该域名注册量为596,062。自2011年4月起，該域名支持域名系统安全扩展。

## 外部連結
- NIC Chile（页面存档备份，存于） is currently the domain registrar for the .cl ccTLD
- NICgov Chile（页面存档备份，存于）
- IANA .cl whois information（页面存档备份，存于）